# Modena, Pennsylvania
Modena är en ort i Chester County i delstaten Pennsylvania, USA.